# بوخارست
بوخارست (بالرومانية: București بُكُرِشتِ) هي عاصمة رومانيا السياسية والصناعية ومركز تجاري رئيسي في البلاد وهي أكبر مدنها، حيث يزيد عدد سكانها عن مليونين وثلاثمائة ألف نسمة، مما يجعلها سادس أكبر مدينة في الاتحاد الأوروبي.
أول ذكر مسجل للمدينة كان في سنة 1459 م، واختيرت عاصمة لرومانيا في سنة 1862 م. منذ ذاك الوقت مرَّت المدينة بالعديد من الأحداث والتغيرات التي جعلتها مركزًا للإعلام والثقافة والفنون. تنوع معمارها لافت للنظر فهو خليط بين العمارتين الشيوعية والحديثة وعمارة العصور الوسطى. يطلق البعض على المدينة مسمى باريس الشرق أو باريس الصغيرة. دمرت العديد من مبانيها الأثرية بسبب الحروب المتوالية والزلازل وأعمال النظام الروماني الشيوعي بقيادة نيكولاي تشاوتشيسكو.
وفقًا لإحصائيات السكان عام 2010، بلغ عدد سكان العاصمة حوالي 1,942,254 نسمة. تمتد حدود المنطقة الحضرية بعيدًا عن قلب بوخارست، ويبلغ تعداد سكانها مليوني نسمة. إضافة البلدات ما حول بوخارست، وبالتالي يبلغ عدد السكان 2,33 مليون نسمة. بوخارست هي سادس المدن كبرًا حسب عدد السكان في الاتحاد الأوروبي.
بوخارست هي أكثر المدن ازدهارًا اقتصاديًا في رومانيا وهي واحدة من المراكز الصناعية الرئيسية ومحاور النقل في أوروبا الشرقية. ولدى المدينة مجموعة واسعة من مرافق عقد المؤتمرات والمرافق التعليمية والأماكن الثقافية والمحلات التجارية والمناطق الترفيهية.
تُعرَف المدينة - دون امتدادتها العمرانية - باسم بلدية بوخارست (Municipiul București)، ولها نفس المستوى الإداري باعتبارها مقاطعة، وهي مقسمة إلى ستة قطاعات.

## أصل التسمية
حسب الأساطير والقصص القديمة، بوخارست كانت منشأة من قبل راعي خرفان يدعي بوكور (الذي جائت التسمية من اسمه بوكوريشت = بوخارست) وفي روايات أخرى أنشأها الملك ميرتشا العجوز (Mircea cel Bătrân) في أواخر القرن الرابع عشر. وقد أثبتت الحفريات على أن المنطقة كانت مأهولة منذ 1800 ق.م. ووجدت بعض الآثار التي تعود للعصر البرونزي أي للعام 100 ق.م. يقترح ديميتري بابازوغلو أن اسم المدينة مشتق من اسم أحد ملاك الأراضي في القرن الرابع عشر، بوغا.

## التاريخ

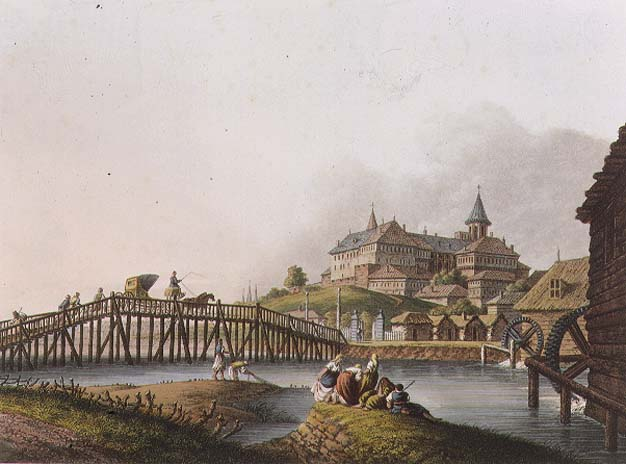
تلة سبيري عام 1837، حاليًا موقع قصر البرلمان الروماني

حسب إحدى الوثائق التي كتبها فلاد تسيبيش محرر الأراضي الرومانية عام 1459، فإن موقع المدينة الحالي كانت متخذة رسميا عبر تأسيسه حصن ديمبوفيتسا التي كانت نقطة مواصلات هامة وقتها. وفي عام 1465 م اختارها رادو الجميل (Radu cel Frumos) لتكون عاصمة له. وفي عام 1659 م وتحت قيادة غيورغي غيكا (Gheorghe Ghica) اختيرت رسميا لتكون عاصمة الدولة الرومانية حيث بدأت تتطور حيث ارصفت الشوارع وظهرت أول مركز للتعليم العالي واقيم أول مستشفى في المدينة. وبوقت قصير تتطورت المدينة كمركز اقتصادي وازداد عدد السكان بشكل ملحوظ (عام 1978 م كان عدد السكان 30.000 نسمة وفي عام 1831 ازداد إلى 100.000 نسمة) وظهرت واحدة تلو الأخرى أبنية ومعالم المدينة الأساسية (الثقافية والسياسية) مثل المسرح الوطني، المجمع الثقافي، جامعة المدينة، محطة القطار الرئيسة، حدائق ومتاحف وصالات سينما، والمصرف المركزي.
تناوبت فترات من التنمية في تاريخ بوخارست، وأصبحت عاصمة لرومانيا في أواخر القرن التاسع عشر.
أول ذكر لها كان باسم «قلعة بوخارست» عام 1459، وهو مقر اقامة أمير الأفلاق فلاد الثالث المخوزق. تم بناء المحكمة القديمة من قبل ميرتشيا تشوبانول، وتحت حكم اللاحقين، تم تعين بوخارست كمقر صيفي للمحكمة، وتنافست مع Târgovişte للحصول على مركز العاصمة، عقب حدوث زيادة في أهمية مونتانيا الجنوبية التي نجمت عن متطلبات القوة المهيمنة، الدولة العثمانية.

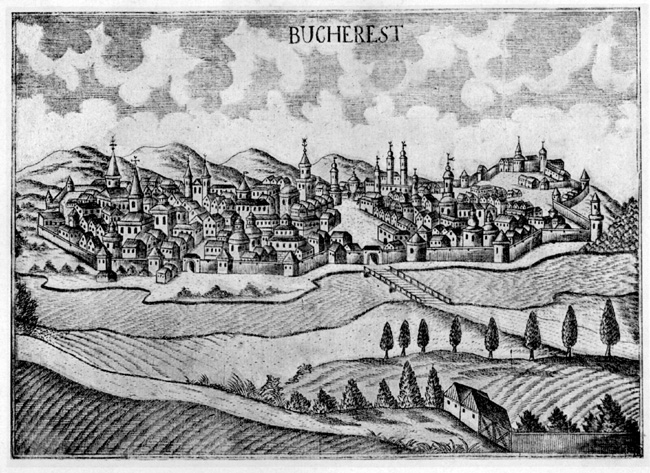
بوخارست، في وقت مبكر من القرن الثامن عشر

تعرضت المدينة للحرق من قبل العثمانيين وللتجاهل لفترة وجيزة من قبل الأمراء في بداية القرن السابع عشر، بعد ذلك استمرت في النمو من حيث الحجم والازدهار. بدأ مركز المدينة (حول Uliţa Mare) بالازدهار، وبداية مع العام 1589 أصبح معروفًا باسم ليبسكان "Lipscani". قبل القرن الثامن عشر، أصبح أهم مركز تجاري في بلاد الأفلاق ومقر دائم لمحكمة الأفلاق بعد عام 1698 (مع بداية حكم الأمير كونستانتين برينكوفيانو).
تعرضت المدينة للتدمير جزئيًا وأعيد بنائها عدة مرات في الأعوام 200 اللاحقة، وضربها الطاعون المسمى (Ciuma lui Caragea)، في 1813-1814، أنتزعت المدينة من تحت السيطرة العثمانية واحتلت في فترات عدة من النظام الملكي هابسبورغ (1716، 1737، 1789)، والإمبراطورية الروسية (ثلاث مرات بين اعوام 1768-1806). ووضعت تحت الحكم الروسي قبل عام 1828 وحرب القرم، مع فترة فاصلة خلال ثورة الأفلاق 1848 في بوخارست، استولت عليها الإمبراطورية النمساوية بعد رحيل الروسي (وبقيت في المدينة حتى نهاية مارس 1857). بالإضافة إلى ذلك، في 23 مارس 1847، ضرب حريق المدينة وأدى إلى تدمير نحو 2000 مبنى، وتدمير ثلث المدينة.

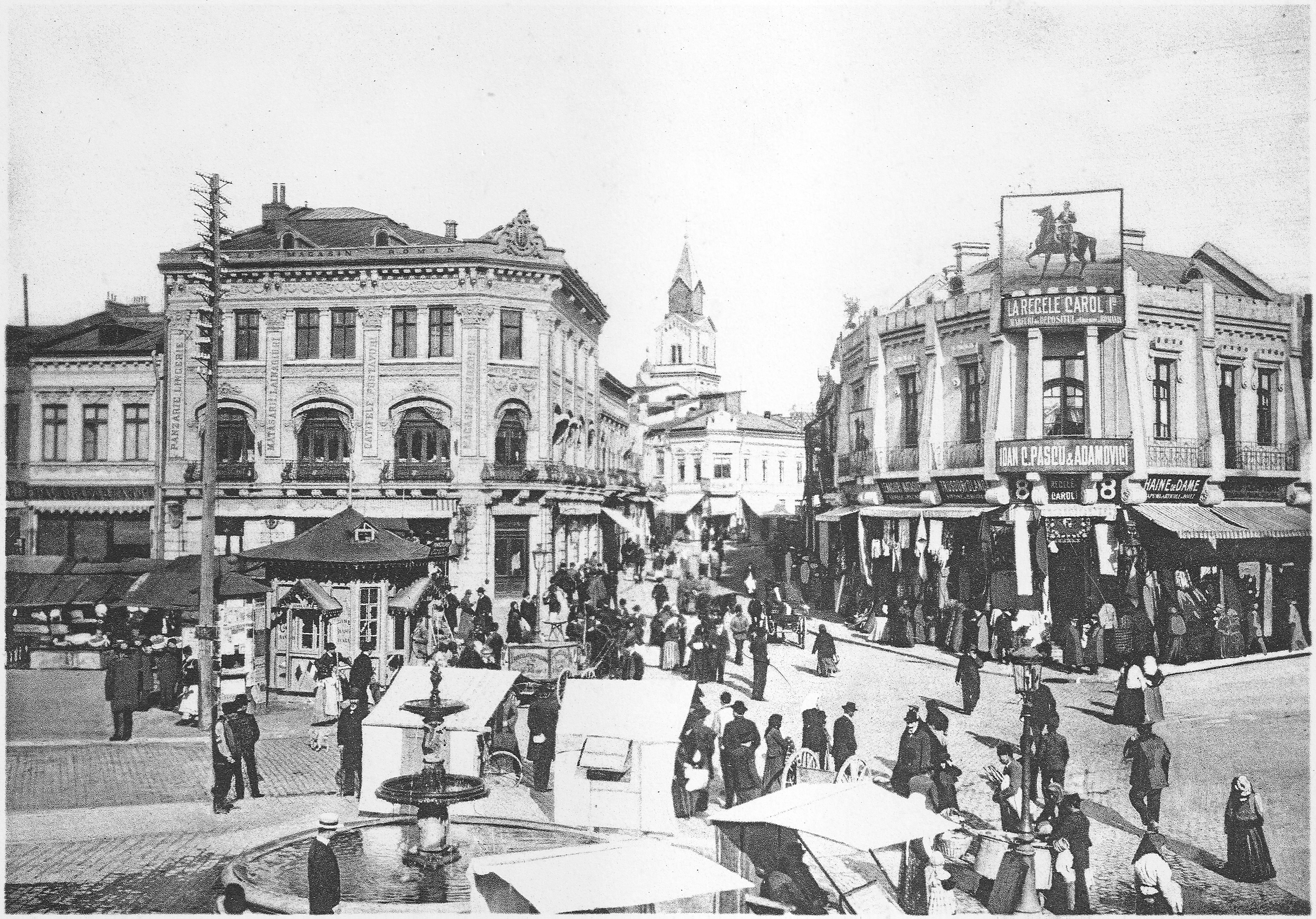
ساحة سانت أنطونيو في 1900

في عام 1861، عندما توحدت الأفلاق مع مولدوفيا لتكوين ممالك الدانوب، وأصبحت عاصمة الدولة الجديدة، في 1881، وأصبحت بوخارست المركز السياسي لمملكة رومانيا بقيادة كارول الأول ملك رومانيا. في النصف الثاني من القرن 19، بفضل مكانتها الجديدة، شهدت المدينة زيادة في عدد سكانها بشكل كبير وفترة جديدة من التطور الحضري. في ذلك الوقت، بدأت الإضاءة بواسطة الغاز، عربات الترام التي تجرها الخيول وإدخال الكهرباء ولكن بشكل محدود.

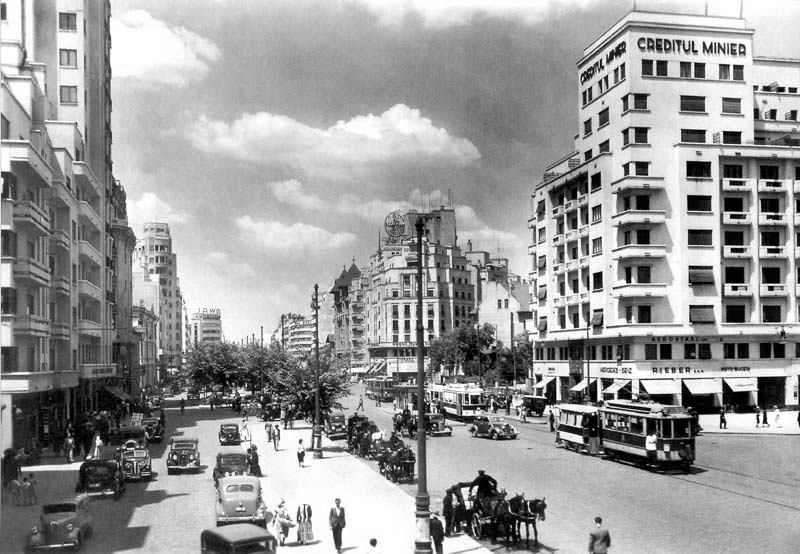
جادة براتيانو في أعوام 1940

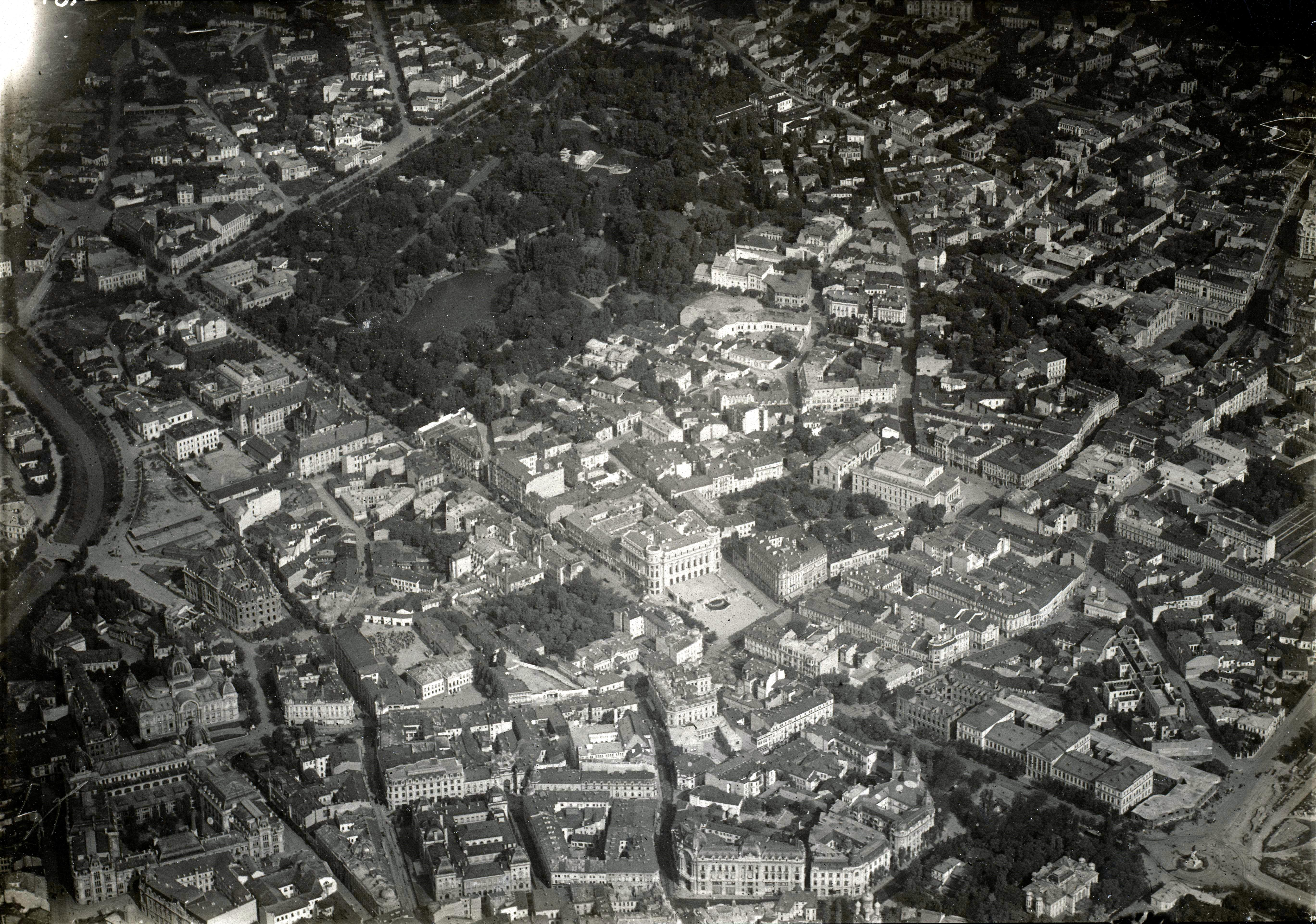
منظر للمدينة من الجو عام 1916

### الحرب العالمية الأولى والثانية
بين 6 ديسمبر 1916 ونوفمبر 1918، تم احتلال المدينة من قبل القوات الألمانية نتيجة لمعركة بوخارست، أما العاصمة المشروعة انتقلت مؤقتا إلى ياش. بعد الحرب العالمية الأولى، أصبحت بوخارست عاصمة رومانيا الكبرى. وشهدت السنوات ما بين الحربين تطوير مستمر، واكتسبت المدينة 30,000 نسمة سنويًا. أيضًا، تم بناء بعض المعالم الرئيسية في المدينة في هذه الفترة، بما في ذلك TRIUMF de Arcul وTelefoanelor Palatul. ومع ذلك، بدأت فترة الكساد الكبير بالتأثير سلبًا على المواطنين في بوخارست، وبلغت ذروتها في إضراب غريفيتسا عام 1933.
في يناير عام 1941، كانت المدينة مسرحًا لتمرد الفيالقة ومذبحة بوخارست. لتكون عاصمة لدول المحور ونقطة عبور رئيسية لقوات دول المحور في طريقها إلى الجبهة الشرقية، عانت بوخارست أضرار جسيمة خلال الحرب العالمية الثانية نتيجة لقصف الحلفاء، في 23 أغسطس 1944، وكانت موقعة الانقلاب الملكي دور في جلب رومانيا إلى قوات الحلفاء، وتعرضت لفترة قصيرة للقصف بالسلاح الجوي، فضلا عن محاولة فاشلة من قبل القوات الألمانية إلى احتلال المدينة بالقوة.

### الفترة الشيوعية والثورة الرومانية 1989
بعد قيام النظام الشيوعي في رومانيا، استمرت المدينة بالنمو. تم بناء أحياء جديدة والأبراج السكنية. أثناء قيادة نيكولاي تشاوشيسكو (1965-1989)، وقد تم هدم جزء كبير من الجزء التاريخي للمدينة واستبدالها ب Centrul civic (المركز المدني)، بما في ذلك قصر البرلمان الروماني، تم هدم ربع المنطقة التريخية لفسح المكان لمباني نيكولاي تشاوشيسكو. بتاريخ 4 مارس 1977، تعرضت المدينة لزلزال فرنجيا على بعد حوالى 135 كم (83,89 ميل) بعيدا، قتل 1500 شخصًا وتسبب في إلحاق مزيد من الأضرار بالمركز التاريخي. في فترة الحكم الشيوعي، كانت تعتبر مركز مقاطعة ايلفوف وتنال لقب «باريس الصغيرة».
بدأت الثورة الرومانية عام 1989 مع الاحتجاجات المناهضة لنيكولاي تشاوشيسكو في تيميشوارا في ديسمبر عام 1989 واستمرت في بوخارست، مما أدى إلى سقوط النظام الشيوعي. وبعد سقوط النظام الشيوعي أصبحت المدينة مقاطعة بحد ذاتها وتحيط بها مقاطعة ايلفوف.

### عام 2000
بعد عام 2000، بفضل ظهور نمو اقتصادي كبير في رومانيا، بدأت تحديثات المدينة، وتخضع حاليًا لفترة من التجديد الحضري. مختلف المشاريع السكنية والتجارية وتتركز خاصة في المناطق الشمالية، في حين أن مركز بوخارست التاريخي يخضع حاليًا للترميم.

### معاهدات موقعة في بوخارست
- معاهدة في 28 مايو 1812، في نهاية الحرب الروسية التركية (1806–1812).
- معاهدة المؤرخ في 3 مارس 1886، في نهاية الحرب الصربية البلغارية.
- معاهدة المؤرخ 10 أغسطس 1913، في نهاية حرب البلقان الثانية.
- معاهدة من 4 أغسطس 1916، ومعاهدة التحالف بين رومانيا والوفاق الثلاثي.
- معاهدة في 6 مايو 1918، والمعاهدة بين رومانيا ودول المركز.

## الجغرافيا

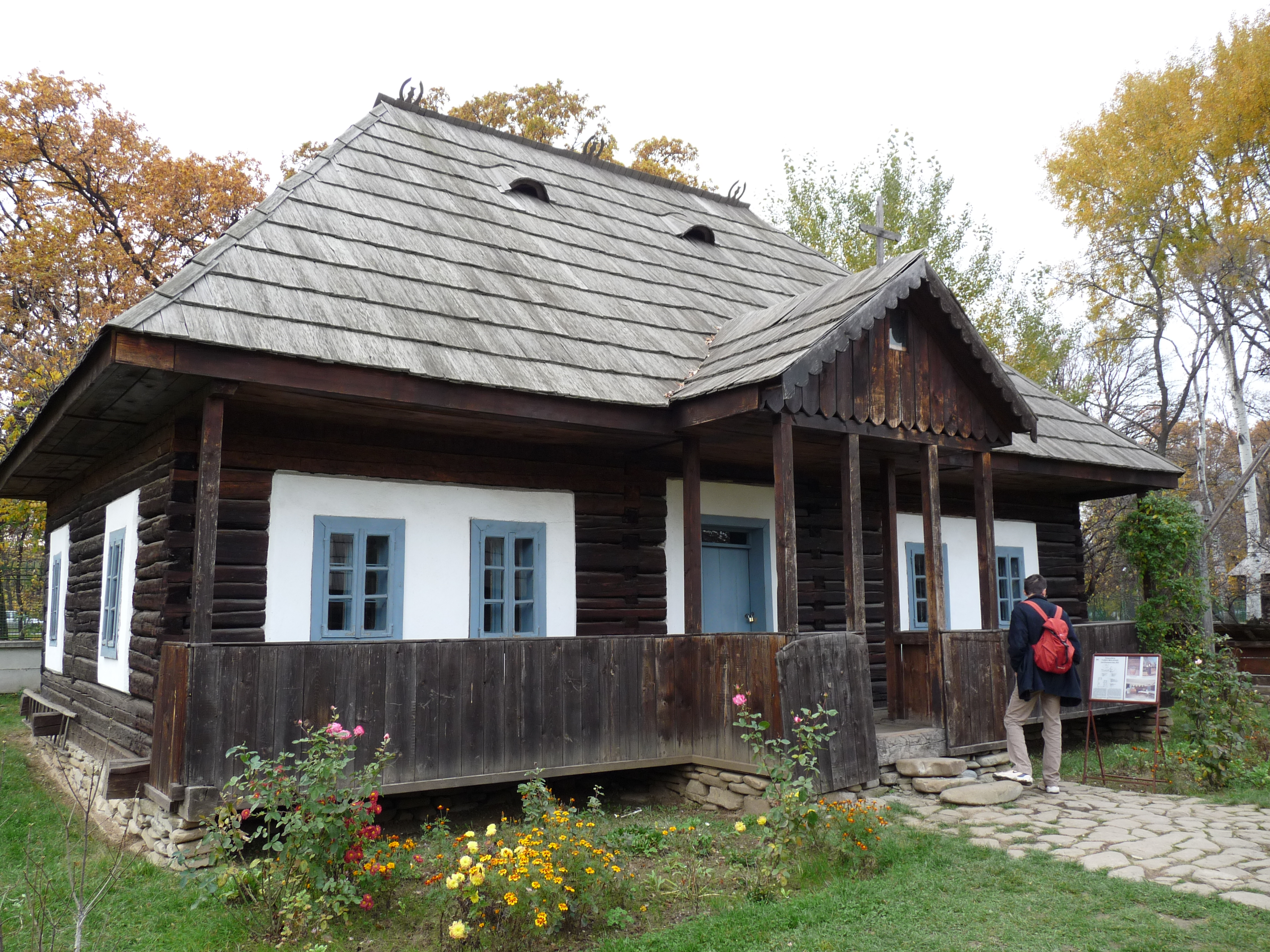
متحف القرية

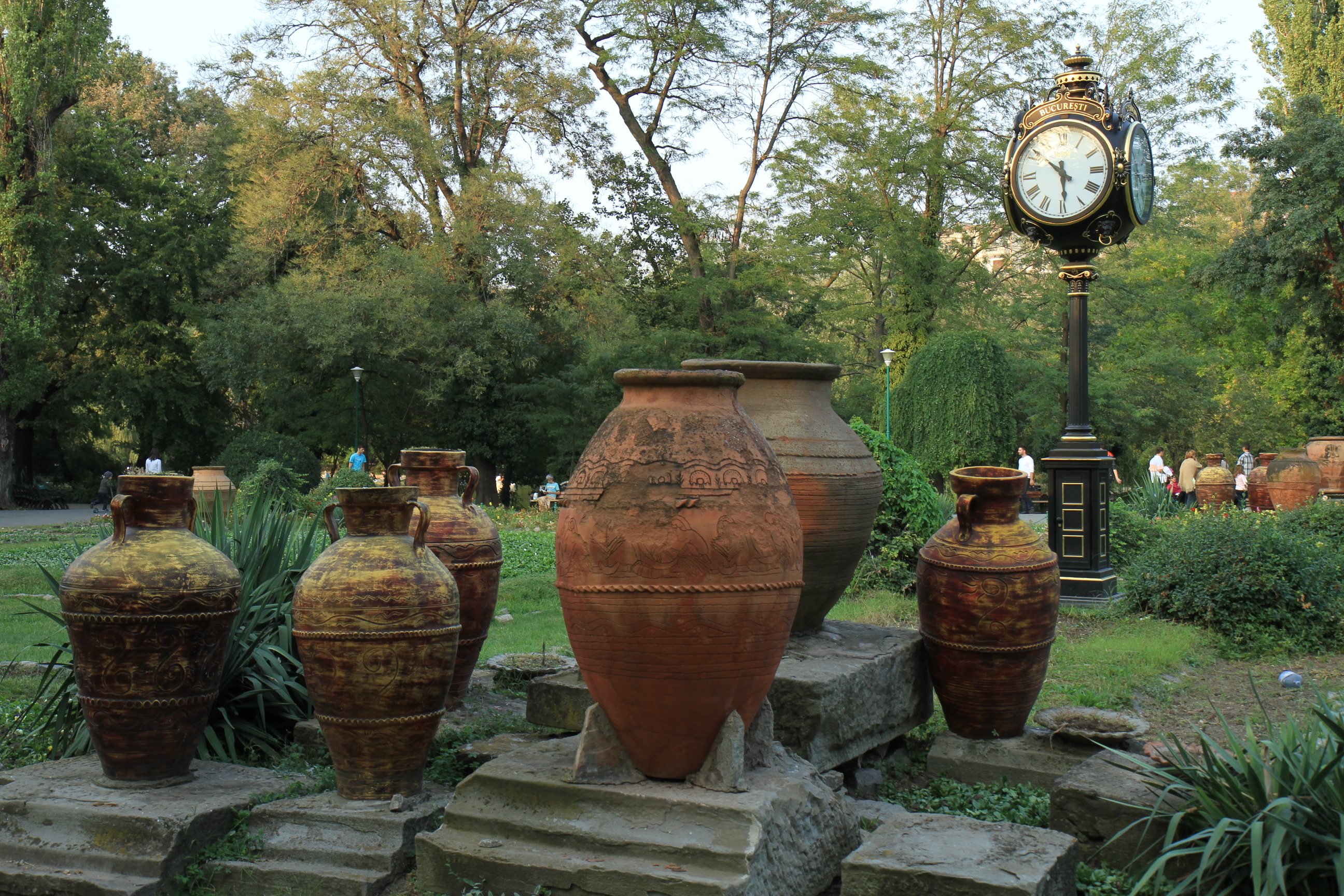
حديقة تشيشميجيو

تقع جنوب شرقي رومانيا على ضفاف نهر ديمبوفيتسا(Dâmboviţa)، الذي يصب في نهر أرجيش، في منطقة سهلية من السهل الروماني، تقع مدينة بلويشت شمال العاصمة وجورجيو جنوبًا عنها. تحتوي المدينة على عدة بحيرات التي تحيط بها المنتزهات أهمها حديقة تشيشميجيو وهيراستراو وفلورياسكا وتي وكولينتينا - والتي تمتد عبر الأجزاء الشمالية للمدينة على طول نهر كولينتينا «فرع من نهر ديمبوفيتسا». بالإضافة إلى، توجد بحيرة صناعية صغيرة -بحيرة تشيشميجيو- محاطة بحديقة تشيشميجيو. حديقة تشيشميجيو لها تاريخ غني، أرتادها الكثير من الشعراء والكتاب. تأسست الحديقة في عام 1847 استنادًا إلى خطط المهندس المعماري الألماني كارل ماير.
تملك بوخارست العديد من المتنزهات والحدائق الكبيرة، لما فيها متنزه هيراستراو وحديقة بوخارست النباتية. تقع حديقة هيراستراو في شمال المدينة حول بحيرة هيراستراو، أما حديقة بوخارست النباتية تعتبر أكبر حديقة من نوعها في رومانيا وتحتوي على أكثر من 10,000 نوع من النباتات، الكثير منها غريبة، كانت كحديقة للمتعة للأسرة الملكية.
المدينة لديها مساحة إجمالية قدرها 226 كيلومترًا مربعًا (87 ميل مربع). تقع على ارتفاع يتراوح بين 55.8 متر (183.1 قدم) «عند جسر ديمبوفيتسا في كاتسيلو» وجنوب شرق ديمبوفيتسا 91.5 متر (300.2 قدم)، المدينة لديها شكل دائري نسبيًا. حتى وقت قريب، المناطق المحيطة ببوخارست كانت عبارة عن مناطق ريفية، أما بعد عام 1989، شهدت المناطق المحيطة ببوخارست بناء ضواحي جديدة، حول إقليم إيلفوف.

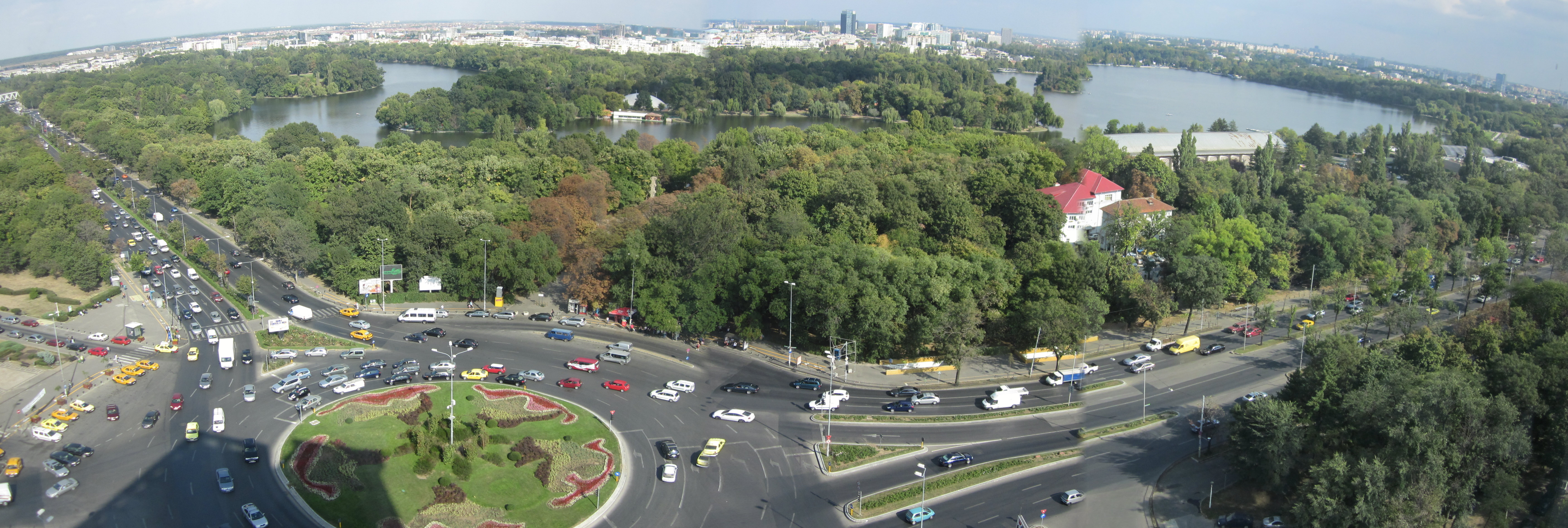
بحيرة هيراستراو

### المناخ
تمتاز بوخارست بمناخ قاري رطب. نظرًا لموقعها في سهل رومانيا، شتاءً تمتاز برياح عاصفة، على الرغم من تخفيف من قوة الرياح بسبب التوسع العمراني. تنخفض درجات الحرارة في الشتاء إلى ما دون صفر درجة مئوية (32 درجة فهرنهايت)، وأحيانا تصل إلى -20 درجة مئوية (-4 درجة فهرنهايت)، مع ثلوج قليلة وفي الأعوام الأخيرة تميزت بارتفاع حرارتها (تأثير الاحتباس الحراري). في الصيف، متوسط درجة الحرارة تصل إلى 23 درجة مئوية (73 درجة فهرنهايت) (المتوسط لشهر يوليو وأغسطس)، على الرغم من أن درجة الحرارة تصل إلى 35 درجة مئوية في كثير من الأحيان (95 درجة فهرنهايت) و40 درجة مئوية (104 درجة فهرنهايت) في منتصف الصيف في وسط المدينة. على الرغم من أن متوسط هطول الأمطار والرطوبة خلال فصل الصيف هي منخفضة، هناك عواصف شديدة في بعض الأحيان. خلال فصلي الربيع والخريف، متوسط درجات الحرارة في النهار تختلف ما بين 17 درجة مئوية (63 درجة فهرنهايت) إلى 22 درجة مئوية (72 درجة فهرنهايت)، وهطول الأمطار خلال هذا الوقت تميل إلى أن تكون أعلى مما كانت عليه في فصل الصيف.

## القانون والحكومة

### إدارة
بوخارست لديه حالة فريدة من نوعها في الإدارة الرومانية، لأنها هي البلدية الوحيدة التي ليست جزءًا من مقاطعة. ومع ذلك، فعدد سكانها يعد الأكبر مقارنة مع محافظات رومانيا، وبالتالي سلطة بلدية مدينة بوخارست العامة (Primăria Generală)، هي هيئة الحكومة المحلية للمدينة، هي مماثلة لسلطة المقاطعات الرومانية تقريبًا، إن لم تكن أكبر منها.
وترأس الحكومة المحلية من قبل رئيس البلدية العام (primar general)، في الحاضر (من عام 2010)، سورين أوبريسكو. يتم المناقشة والموافقة على القرارات من قبل المجلس العام (Consiliu General)، وتتكون من 55 من المستشارين. بالإضافة، المدينة مقسمة إلى ستة قطاعات إدارية، كل قطاع إداري يملك مجلس مكون من 27 مقعد وبلدية ورئيس بلدية.

### الجريمة

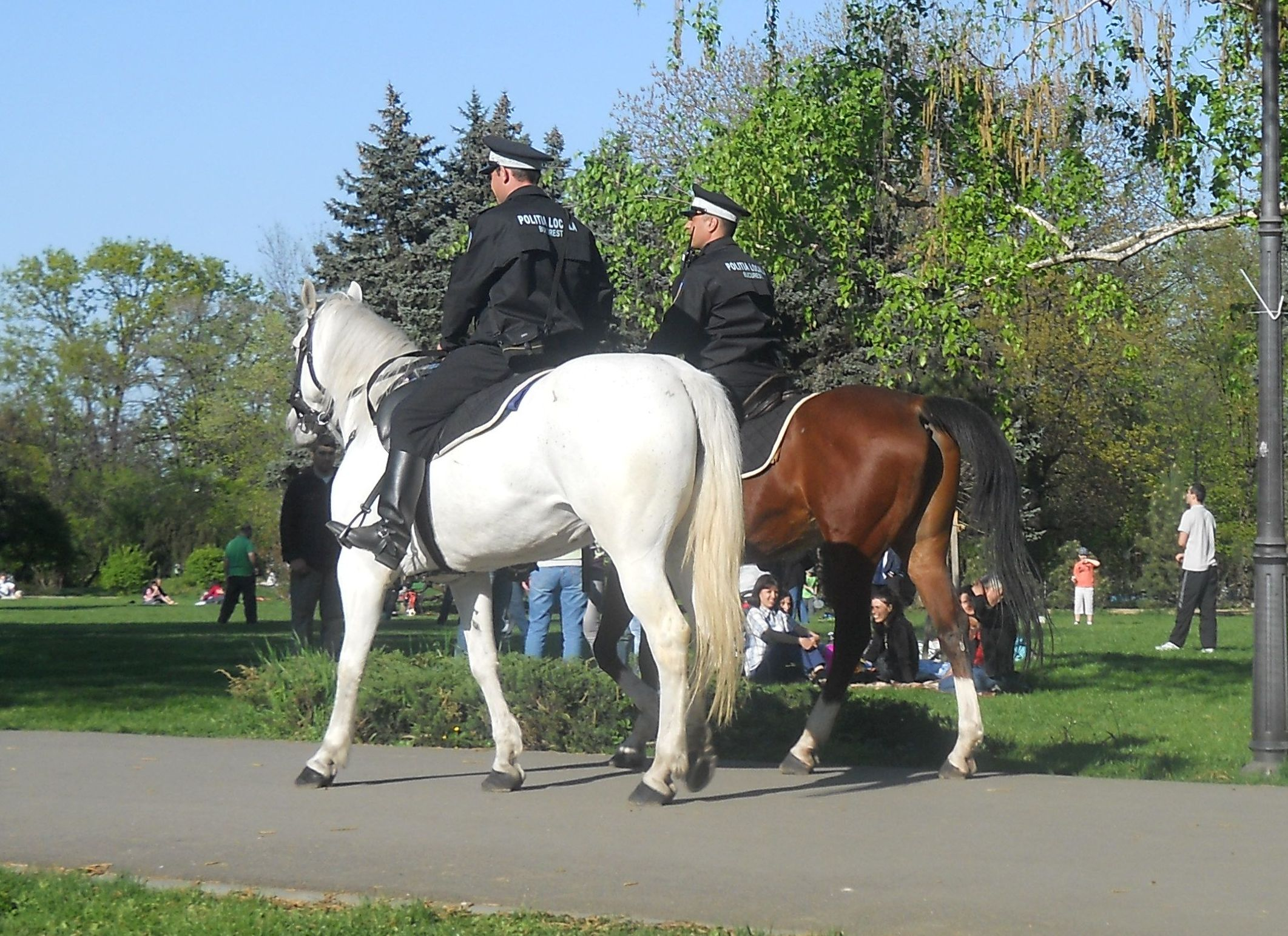
خيالة الشرطة الرومانية في حديقة هيراستراو

معدل الجريمة في بوخارست منخفض نوعًا ما مقارنة مع غيرها من العواصم الأوروبية، مع انخفاض عدد الجرائم بنسبة 51% ما بين 2000 و2004. معدل الجريمة في بوخارست يبقى منخفض، في عام 2007 حدث 11 جريمة قتل و983 جرائم عنف أخرى. في عقد 2000، كان هناك عدد من حملات الشرطة على عصابات الجريمة المنظمة مثل عشيرة كاماتارو، والجريمة المنظمة بشكل عام لديه تأثير ضئيل على الحياة العامة. الجرائم البسيطة، وهي أكثر شيوعا وخاصة النشل والذي يحدث بشكل رئيسي في شبكة النقل العام بالمدينة. تم خداع الكثير من الناس في فترة التسعينيات، ولا سيما السياح الأجانب، ولكن وتيرة هذه الحوادث قد انخفضت منذ ذلك الحين. مستويات الجريمة هي أعلى في المناطق الجنوبية من المدينة، لا سيما في فيرينتاري، وهي منطقة محرومة من الحياة الاجتماعية.
على الرغم من مشكلة وجود أعداد كبيرة من أطفال الشوارع في بوخارست في فترة التسعينيات، ولكن تراجعت أعدادهم بشكل ملحوظ في السنوات الأخيرة إلى المعدل إو ما دونه مقارنة مع كبرى العواصم الأوروبية.
فيلم وثائقي يسمى حياة أطفال الشوارع تحت الأرض في رومانيا في عام 2001. لا يزال هناك ما يقدر بنحو 1000 من أطفال الشوارع في المدينة، وبعضهم يشارك في الجرائم البسيطة والتسول.

## جودة الحياة
وفقًا للدراسات الاستقصائية من قبل ميرسير الدولية لجودة الحياة في المدن في مختلف أنحاء العالم، أتت مدينة بوخارست في المركز 94 في عام 2001 وتراجع إلى المركز 108 مقارنة مع عام 2009 والمركز 107 في عام 2010. احتلت فيينا المركز الأول في جميع أنحاء العالم في عامي 2009 و2011. احتلت بودابست المركز 73 (2010) وصوفيا المركز 114 (2010). ميرسر للاستشارات الموارد البشرية والقضايا السنوية للترتيب العالمي لمدن العالم الأكثر ملائمة للعيش والتي تستند في 39 من مفاتيح جودة الحياة. من بينها: الاستقرار السياسي وأنظمة صرف العملات والرقابة السياسية والاعلامية ونوعية التعليم والسكن والبيئة والسلامة العامة. تقوم ميرسير بجمع المعلومات في جميع أنحاء العالم في 215 مدينة. وتؤكد جامعة يون مينكو للعمارة والتعمير الوضع الصعب لجودة الحياة في بوخارست وذلك عن طريقة توسع التحضر فيها.

## السكان
بلغ عدد سكان المدينة 1,926,334 (وفقًا لإحصائيات عام 2002)، أو ما يعادل 8,9% من سكان رومانيا. وهناك عدد كبير من الناس (وربما مئات الآلاف) يتردد على المدينة يوميًا، ومعظمهم من مقاطعة إيلفوف المحيطة بها، ولكن لا توجد إحصاءات رسمية بشأن أعدادهم.
شهد عدد سكان بوخارست زيادة في مرحلتين من النمو السريع، أول مرة في أواخر القرن التاسع عشر عندما تم توحيد المدينة كعاصمة وطنية واستمرت الزيادة حتى الحرب العالمية الثانية، والثانية خلال سنوات عهد نيكولاي تشاوتشيسكو (1965-1989)، عندها أطلق حملة واسعة النطاق في نطاق التحضر وكثير من الناس هاجروا من المناطق الريفية إلى العاصمة. في هذا الوقت، ومن الإسباب أيضًا قرار تشاوشيسكو لحظر الإجهاض وحظر منع الحمل، والزيادة الطبيعية كانت كبيرة أيضًا.
حوالي 96.9٪ من السكان في بوخارست هي رومانيون. ثاني أكبر مجموعة عرقية هي الغجر، والتي تشكل 1.4٪ من عدد السكان. غيرها من الجماعات العرقية الكبيرة هي المجريون (0.3٪)، اليهود (0.1٪)، الأتراك (0,1٪)، الصينيون (0,1) والألمان 0 (، 1٪). وهناك عدد صغير نسبيًا من سكان بوخارست هم من الأقلية اليونانية، من أمريكا الشمالية، الفرنسية، الأرمنية، ليبوفاني والإيطالية. واحد من إحدى الأحياء اليونانية في بوخارست «فيتان»، ومجموعة من اليهود سكنوا في حي فاكاريشت والمناطق المحيطة بساحة الاتحاد.
ومتوسط العمر المتوقع للسكان في بوخارست في الفترة ما بين 2003-2005 كان 74.14 سنة، حوالي 2 سنة أعلى من متوسط الأعمار في رومانيا. وكان العمر المتوقع للإناث 77.41 سنة، مقارنة ب 70.57 سنة للذكور.

### الديانة
من حيث الانتماء الديني، 96.1٪ من السكان يتبعون الكنيسة الرومانية الأرثوذكسية، 1.2٪ من الرومان الكاثوليك، و 0.5٪ هم مسلمون و 0.4٪ يتبعون الرومانية اليونانية الكاثوليكية. على الرغم من هذا، فقط 18٪ من السكان، من أي دين، يذهبون لدور العبادة مرة واحدة في الأسبوع أو أكثر.
توجد أقلية مسلمة في بوخارست، يبلغ عددهم 9,500 نسمة، ويصل العدد إلى 15,000 نسمة إذا ما ضفنا المسلمون الذين يعيشون بالقرب من بوخارست. ومنهم أتراك وتتار وألبانيون وعرب وخاصة السوريون والعراقيون أضف إلى وجود الإيرانيون والصينيون. ويبلغ عدد الأتراك والتتار في العاصمة بوخارست حوالي 3,000 نسمة.

## الاقتصاد
بوخارست هي مركز الصناعة والاقتصاد الروماني، ويمثل حوالي 22.7٪ (2010) من الناتج المحلي الإجمالي في البلاد وحوالي ربع الإنتاج الصناعي، بينما يسكنها 9% من سكان رومانيا فقط. يدفع سكان المدينة وشركاتها ثلث الضرائب الوطنية. في عام 2007، عند تعادل القوة الشرائية، كان لبوخارست من الناتج المحلي الإجمالي للفرد الواحد 20,057 يورو، أو٪ 92.2 من متوسط الخاص بالاتحاد الأوروبي وأكثر من ضعف المعدل الروماني. وبعد ركود نسبي في التسعينيات، شهدت المدينة نمو اقتصادي قوي ونشط نمو البنية التحتية وأيضًا إلى تطوير وبناء العديد من مراكز التسوق المجمعات السكنية والمباني المكتبية الشاهقة. في سبتمبر 2005، بلغ معدل البطالة بوخارست 2.6٪، وهو أقل بكثير من معدل البطالة على الصعيد الوطني من 5.7٪.

## التعليم

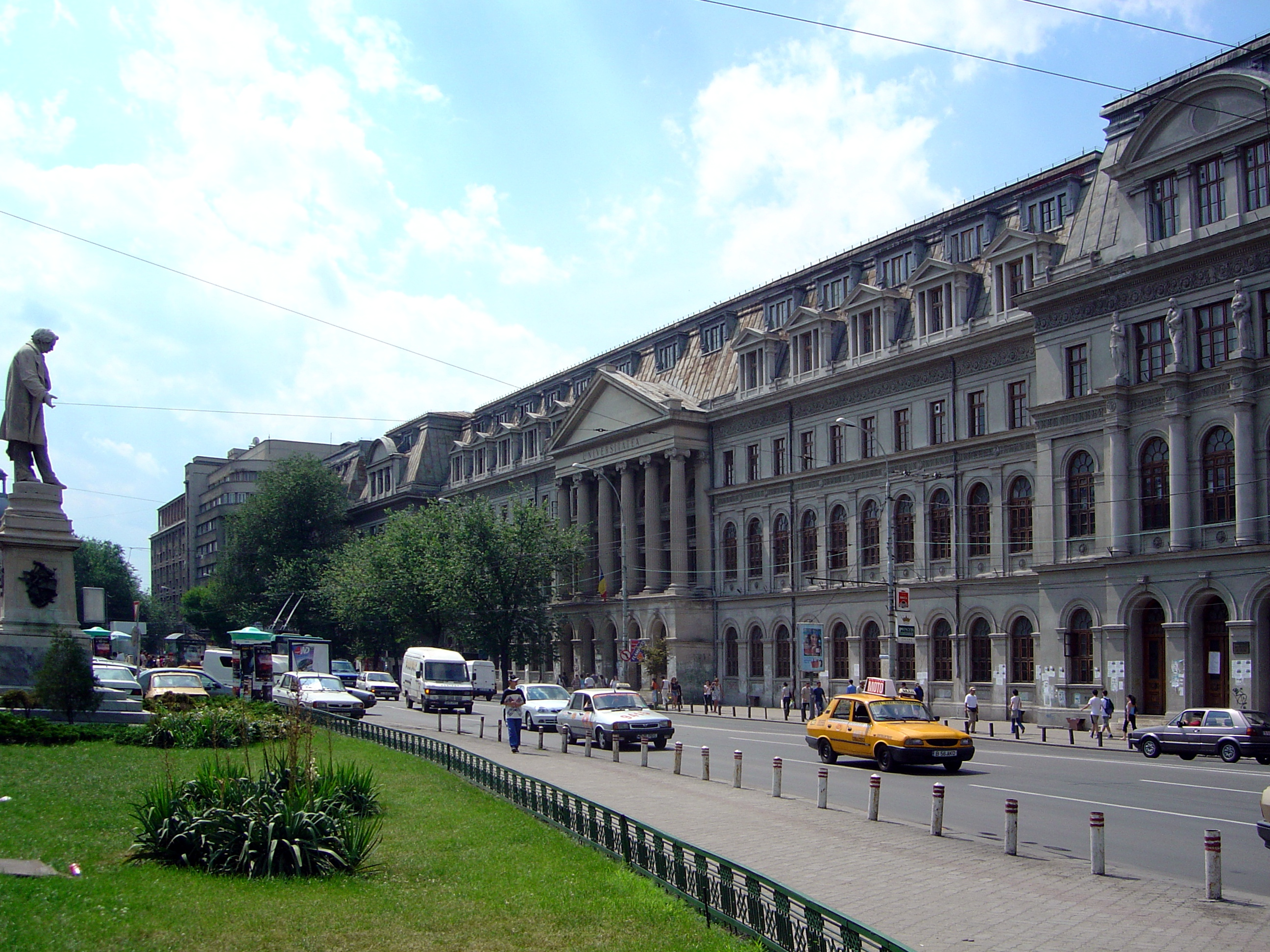
المبنى الرئيسي لجامعة بوخارست

هناك 16 جامعة عامة في بوخارست، أكبرها هي جامعة بوخارست وأكاديمية بوخارست للدراسات الاقتصادية وجامعة كارول دافيلا للطب والصيدلة، وجامعة بوليتكنيكا من بوخارست. بالإضافة إلى 19 جامعة خاصة مثل الجامعة الرومانية الأمريكية وجامعة سبيرو هاريت، أكبر جامعة من أوروبا ويبلغ عدد طلابها 302,000 طالب في عام 2009. بشكل عام، يوجد 159 كلية في 34 جامعة. الجامعات الخاصة، ومع ذلك، ولها سمعة مختلطة بسبب وجود مخالفات في العملية التربوية،  فضلًا عن الفساد الظاهر. كما هو الحال في بقية رومانيا، ونسبيًا الجامعات في بوخارست تصنيف سيئة على الصعيد الدولي، على الأقل مقارنة بنظيراتها الأوروبية والأمريكية والغربية. ومع ذلك، في السنوات الأخيرة في المدينة قد شهدت أعدادا متزايدة من تسجيل الطلاب الأجانب في جامعاتها، في المقام الأول من آسيا.
أول مؤسسة تعليمية حديثة هي الأكايمية الأميرية من بوخارست، التي تأسست في عام 1694 وقسمت في عام 1864 لتشكيل جامعة بوخارست وكلية القديس سافا الوطنية، وكلاهما من بين أرقى الجامعات من نوعها في رومانيا.
وهناك حوالي 450 من المدارس العامة الابتدائية والثانوية في المدينة، والتي تدار من قبل هيئة التفتيش المدرسية التابعة لبلدية بوخارست. كل قطاع لديه أيضًا هيئة تفتيش مدرسية خاصة به، وتخضع لتلك البلدية.

## المواصلات

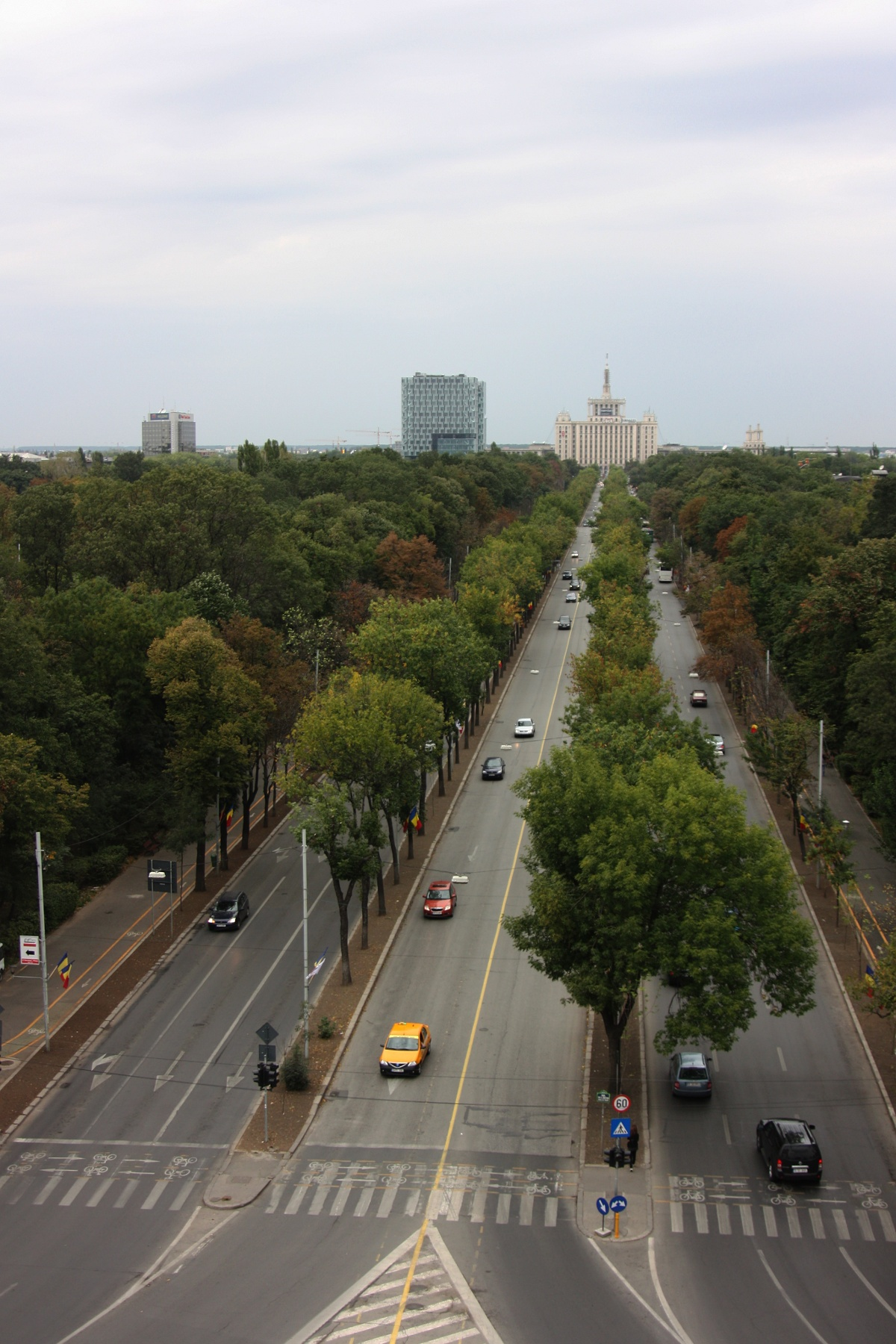
شارع في بوخارست

### النقل العام

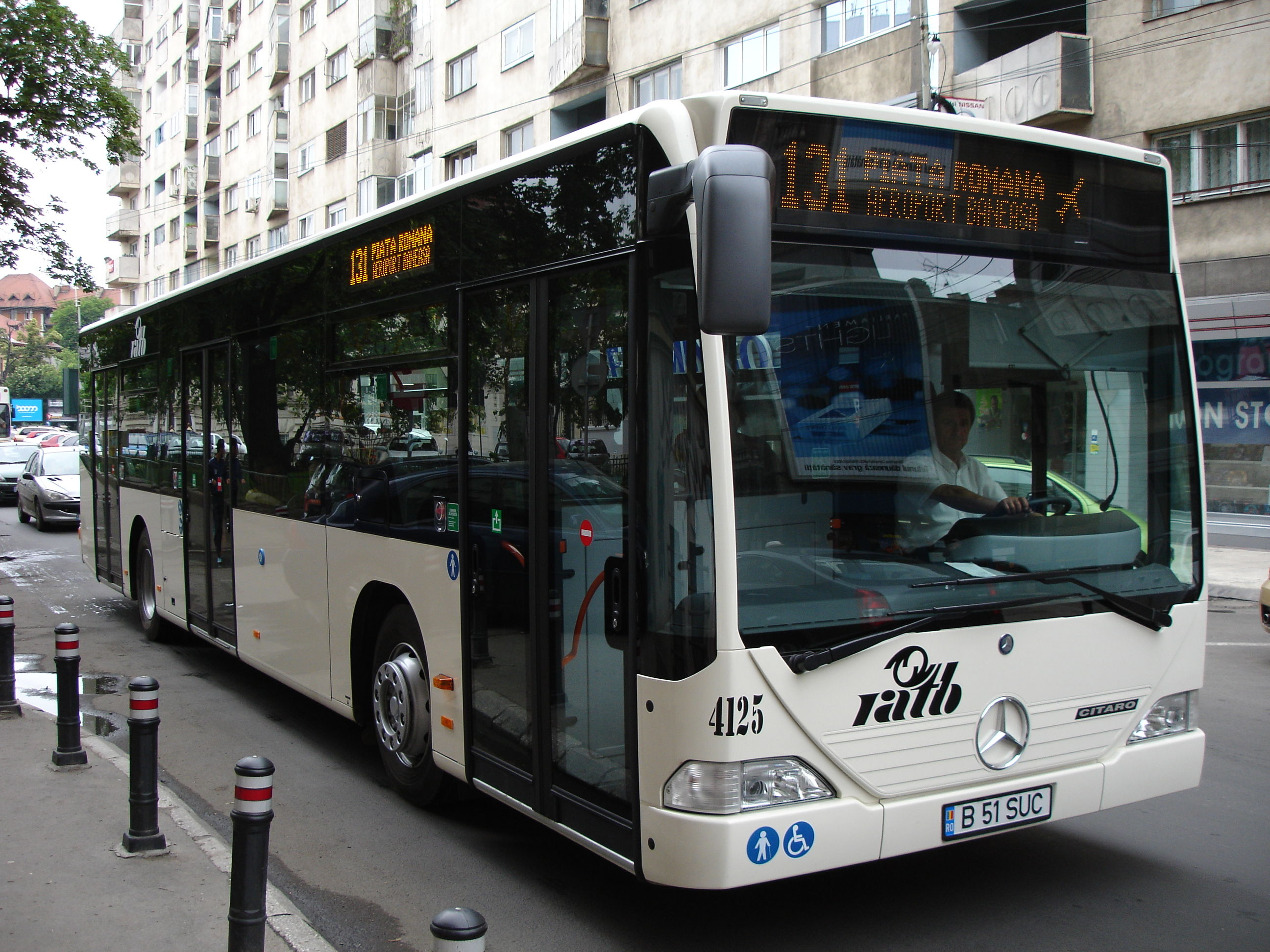
حافلة للنقل العام

تتضمن شبكة مواصلات هي الأكبر في رومانيا حيث تحوي باصات (عادية وكهربائية)، الحافلات الكهربائية (ترامفاي)، قطار إنفاق (ميترو بوخارست) بإضافة لسيارات الأجرة. بداية عام 2007، هناك حدود للتراخيص 10,000 سيارة أجرة، انخفضت مقارنة في عام 1990 كانت 25,000، أما الطلب الأكبر فهو إقليم إيلفوف.

### السكك الحديدية
بوخارست تعتبر المحور الرئيسي للسكك الحديدية في رومانيا، التي تديرها خطوط السكك الحديدية الرومانية (CFR). محطة السكك الحديدية الرئيسية هي Gara de nord أو محطة الشمال، التي توفر وصلات إلى جميع المدن الرئيسية في رومانيا، فضلا عن جهات دولية:
- المجر: بودابست
- صربيا: بلغراد (Београд)
- بلغاريا: صوفيا (София)، فارنا (Варна)
- مولدوفا: كيشيناو
- أوكرانيا: كييف (Київ)، تشيرنيفتسي (Чернівці)، لفيف (Львів)
- اليونان: سالونيك (Θεσσαλονίκη)
- النمسا: فيينا
- تركيا: إسطنبول
- روسيا: موسكو (Москва)

المدينة لديها أيضا خمس محطات السكك الحديدية التي تديرها CFR، أهمها محطة باساراب (قريبة من محطة الشمال)، محطة وبور، محطة بانياسا، محطة بروغريسو، وهي في طور الاندماج في خط للسكك الحديدية لخدمة الركاب في بوخارست والمناطق المحيطة إقليم إيلفوف. توجد 7 خطوط رئيسية للخروج من بوخارست.

### النقل الجوي
يوجد في بوخارست مطاران دوليان:

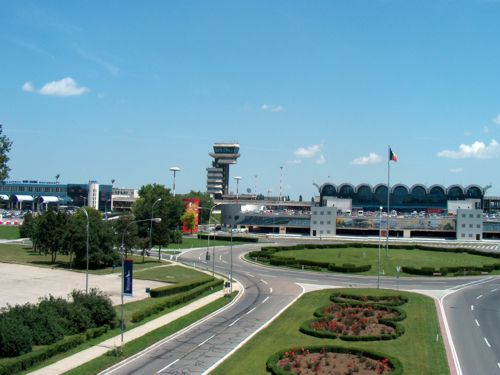
مطار هنري كواندا الدولي

- مطار هنري كواندا الدولي: هو مطار يقع على بعد 16.5 كم شمال العاصمة في منطقة تسمى (أوتوبيني)[56] حيث يعرف أيضا بمطار اوتوبيني، وهو من أكثر مطارات البلاد ازدحاما والمقر الرئيسي للناقل الوطني تاروم وشركات محلية أخرى مثل كاربات إير. سمي على اسم الطيار الروماني هنري كواندا الذي صمم طائرة «كواندا-1910» وصاحب نظرية عن سيولة الهواء ومعروفة باسمه. يخدم العاصمة ومدن القريبة إلى جانب مطار بانياسا. أسس في فترة الحرب العالمية الثانية حيث كان محطة لالسلاح الجوي الألماني آنذاك. بعدها استعمل كمطار عسكري للقوات الجوية الرومانية حتى عام 1965. وبعدها حول لمطار مدني بعد زيادة حركة الملاحة وعدد المسافرين حيث عام 2009 قدر عدد المسافرين عبره بأكثر من 2,2 مليون مسافر.
- مطار أوريل فلايكو الدولي: أو «بانياسا» حيث تعتبر مركز شركة الطيران الرومانية «تاروم». يقع في منطقة بانياسا شمال العاصمة الرومانية على بعد 8.5 كم من مركز المدينة. كان مطار بوخارست الوحيد حتى عام 1968 عندما افتتح مطار هنري كواندا الدولي قربه. يحتل المرتبة الثانية في حركة لملاحة الجوية في البلاد ومركز عمليات معظم شركات الطيران المنخفضة التكلفة. ويقع اقرب من مركز المدينة من المطار الرئيسي الأخر.[57]

### المياه
مع أنها تقع على ضفاف النهر، بوخارست لم تكن أبدًا بمثابة مدينة الميناء، مع المدن الرومانية الأخرى مثل كونستانتا وغالاتس بوصفها الموانئ الرئيسية في رومانيا. قناة الدانوب-بوخارست الغير مكتملة، يبلغ طولها 73 كم (45 ميل) وأنجزت ما يقرب من 70٪، بإمكانها ربط بوخارست مع نهر الدانوب، وعبر قناة الدانوب-البحر الأسود، إلى البحر الأسود. وعلقت أعمال بناء القناة في عام 1989، ولكن كانت هناك مقترحات في الآونة الأخيرة لاستئناف البناء كجزء من الإستراتيجية الأوروبية لمنطقة الدانوب.

## الثقافة

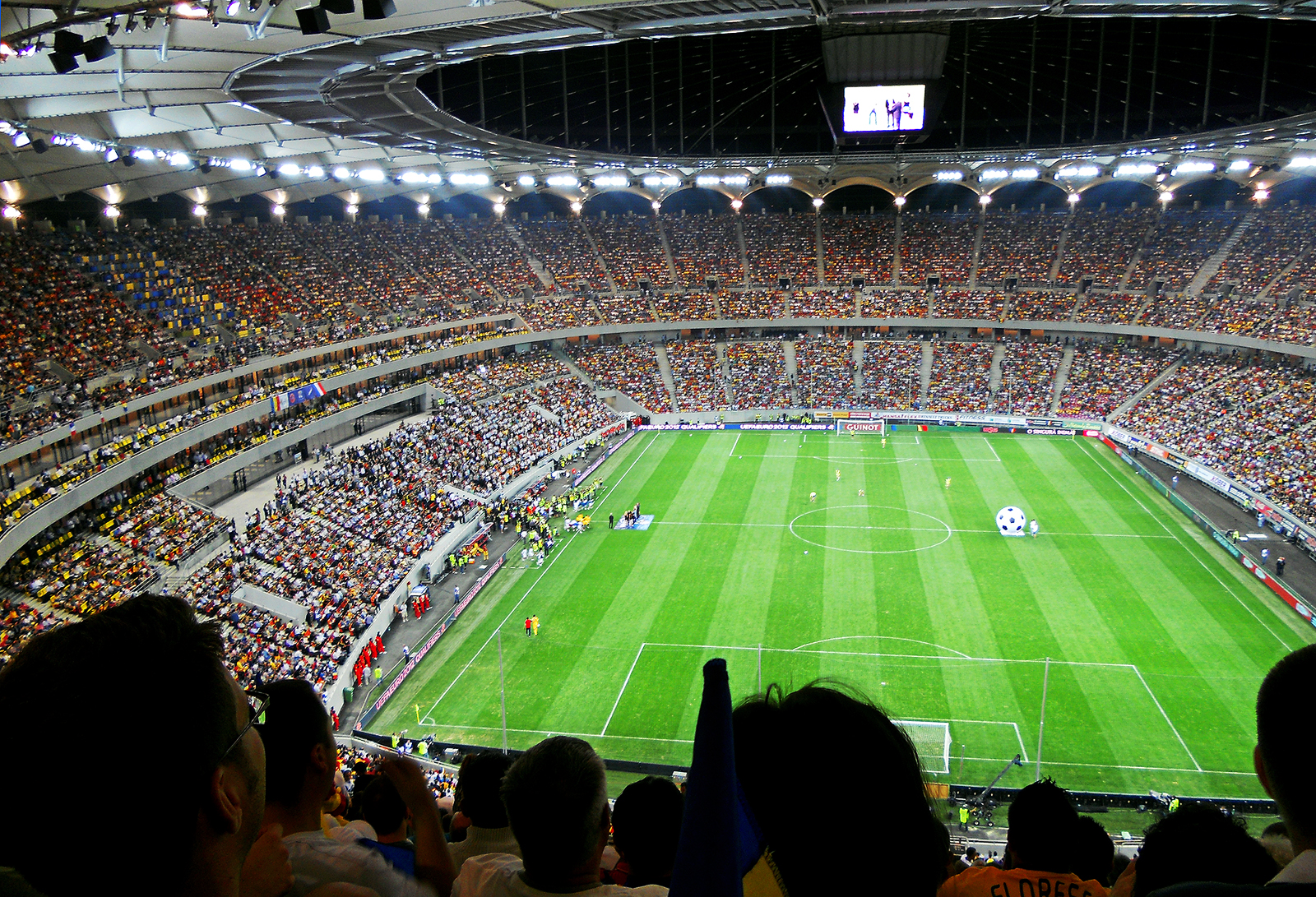
الملعب الوطني، سيستضيف نهائي دوري أوروبا 2012

### أهم المعالم
من أهم المعالم في العاصمة قصر البرلمان الروماني «بيت الشعب» (Casa Poporului) مبني في فترة الحكم الشيوعي ويعتبر من أكبر المباني في العالم من حيث الحجم والوزن والمساحة. بالإضافة لقصر الوزراء «قصر فيكتوريا», قوس النصر، بيت الصحافة الحرة، متاحف وحدائق المدينة على ضفاف البحيرات والعديد من المراكز التجارية الحديثة بالإضافة لكنائس من مختلف العصور ولمختلف الطوائف المسيحية.

### الفنون المسرحية
الفنون المسرحية هي واحدة من أقوى العناصر الثقافية في بوخارست، وتملك المدينة العديد من المرافق والمؤسسات ذات الشهرة العالمية. من أشهر الفرق السيفونية هي راديو أوركسترا الوطني. واحدة من أبرز المباني الكلاسيكية هي النادي الثقافي الروماني، الذي تأسس في عام 1852، ويستضيف حفلات للموسيقى الكلاسيكية، ومهرجان جورج اينيسكو، وتعد موطنا ل «جورج اينيسكو». بوخارست هي أيضا موطن للأوبرا الوطنية الرومانية، وكذلك في مسرح كاراجيالي الوطني. مسرح آخر معروف في بوخارست هو مسرح الدولة اليهودية، التي اكتسبت أهمية متزايدة في السنوات الأخيرة ويرجع ذلك جزئيًا إلى تمثيل الممثلة اليهودية-الرومانية مايا مورغنسترن. وهناك أيضا عدد كبير من المسارح الصغيرة في جميع أنحاء المدينة التي تلبي احتياجات الأنواع المحددة، مثل مسرح الكوميديا، مسرح نوتتارا، مسرح بولاندرا، ومسرح الأوديون، ومسرح كونستانتين تاناسي «الساخر».

### الرياضة
كرة القدم هي الرياضة الأكثر شعبية في بوخارست، مع وجود العديد من الأندية. أربعة فرق كرة القدم في بوخارست يشارك في دوري الروماني الدرجة الأولى: ستيوا بوخارست، دينامو بوخارست، رابيد بوخارست وسبورتل ستوديتسك.
كان ملعب الاستاد الوطني ليا مانوليو، أكبر ملعب في رومانيا. وقد تم هدمه لإفساح الطريق لاقامة الملعب الجديد، الذي سيستضيف نهائي دوري أوروبا 2012. تم افتتاح الملعب الجديد يوم 6 سبتمبر 2011  ولديه القدرة على استيعاب 55,000 مشاهد تقريبًا، مما يجعلها واحدة من أكبر الملاعب في أوروبا الشرقية.
وهناك أيضا عدد من النوادي الرياضية لهوكي الجليد واتحاد الرغبي وكرة السلة وكرة اليد وكرة الماء والكرة الطائرة. وينتمي غالبية الرياضيين المتسابقين وألعاب القوى والملاكمين، مع الأندية في بوخارست. وتنظم العديد من البطولات الوطنية لألعاب القوى والجمباز في بوخارست.
أكبر قاعة في بوخارست هي قاعة بوليفالينتا وتتسع ل 6,000 شخص. كثيرًا ما تستخدم للحفلات الموسيقية، والرياضة في الأماكن المغلقة مثل المعارض والكرة الطائرة والعروض.
بداية مع العام 2007، نظمت بوخارست سباقات سنوية حول قصر البرلمان، أطلق عليه اسم «حلقة بوخارست». أما السباق فيسمى «تحدى مدينة بوخارست» واستضافت بطولة الاتحاد الدولي للسيارات جي تي وبطولة الاتحاد الدولي للسيارات الأوروبية جي تي 3 وبطولة فورمولا 3 البريطانية وكأس لوغان في عام 2007 و2008. ولم يتم تنظيمها عام 2009 و2010 وذلك بسبب دعوى قضائية. سباق جائزة بوخارست الكبرى، «التي يملكها رجل الأعمال نيكولاي شيربو» ربحت الدعوة القضائية وسينظم سباقات حول القصر البرلماني بداية مع عام 2011، Auto GP.
في كل خريف، تنظم بوخارست بطولة «BCR Open Romania» بطولة رومانيا المفتوحة الولية للتنس، التي تم تضمينها في رابطة محترفي كرة المضرب. تنظم المسابقة في الهواء الطلق في مجمع للتنس "Arenele BNR". يتم تنظيم رياضة هوكي الجليد في صالة ميهاي فلاماروبول، التي تتسع ل 8,000 مشاهد. أما رياضة الرغبي، توجد عدة أماكن لاستضافتها، لكن أفضل ملعب حديث هو "Arcul de Triumf" وتستضيف المنتخب الروماني للرغبي أيضًا.

## مدن شقيقة
المدن الشقيقة لبوخارست:
| - تيرانا، ألبانيا (2007) - دمشق، سوريا - عمان، الأردن "منذ عام 1999" - هانوفر، ألمانيا - موسكو، روسيا - أنقرة، تركيا - - اتلانتا، الولايات المتحدة "منذ عام 1994" - مانيلا، الفليبين | - بودابست، هنغاريا "منذ عام 1997" - كيشيناو، مولدوفا - إسطنبول، تركيا - صوفيا، بلغاريا - مونتريال، كندا - نيقوسيا، قبرص "منذ عام 2004" - بكين، الصين "منذ عام 2005" - لاغوس، نيجيريا - ريو دي جنيرو، البرازيل (2002) - ساو باولو، البرازيل (2000) |

## معرض الصور

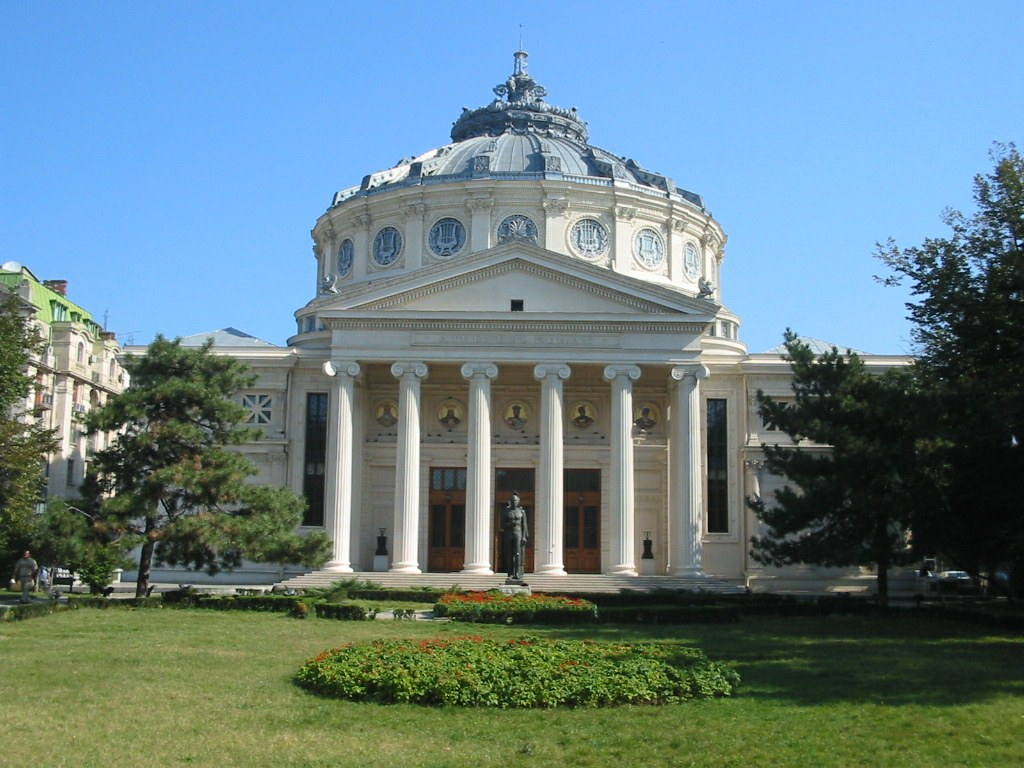
المسرح الوطني
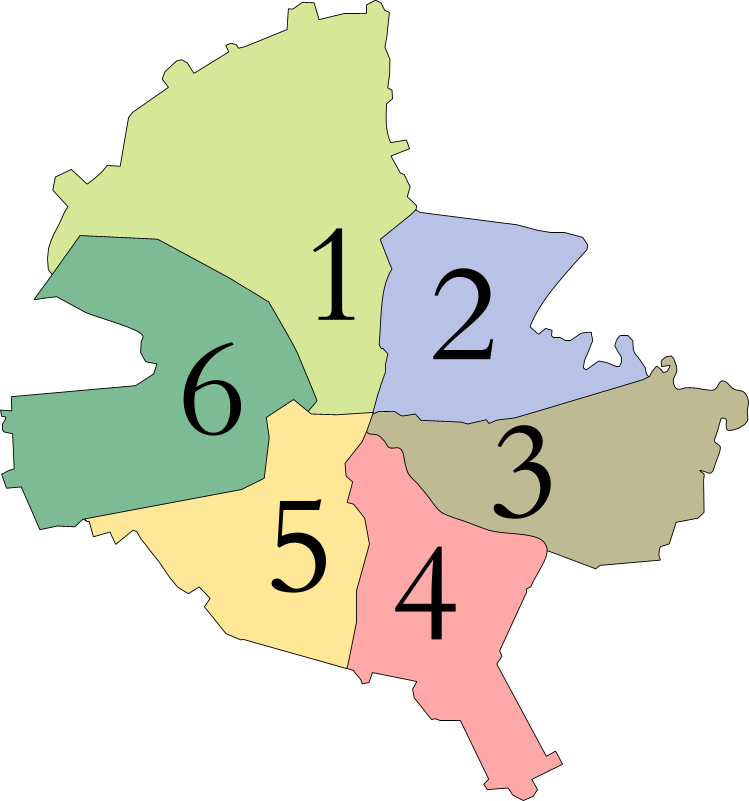
تقسيم المدينة الإداري
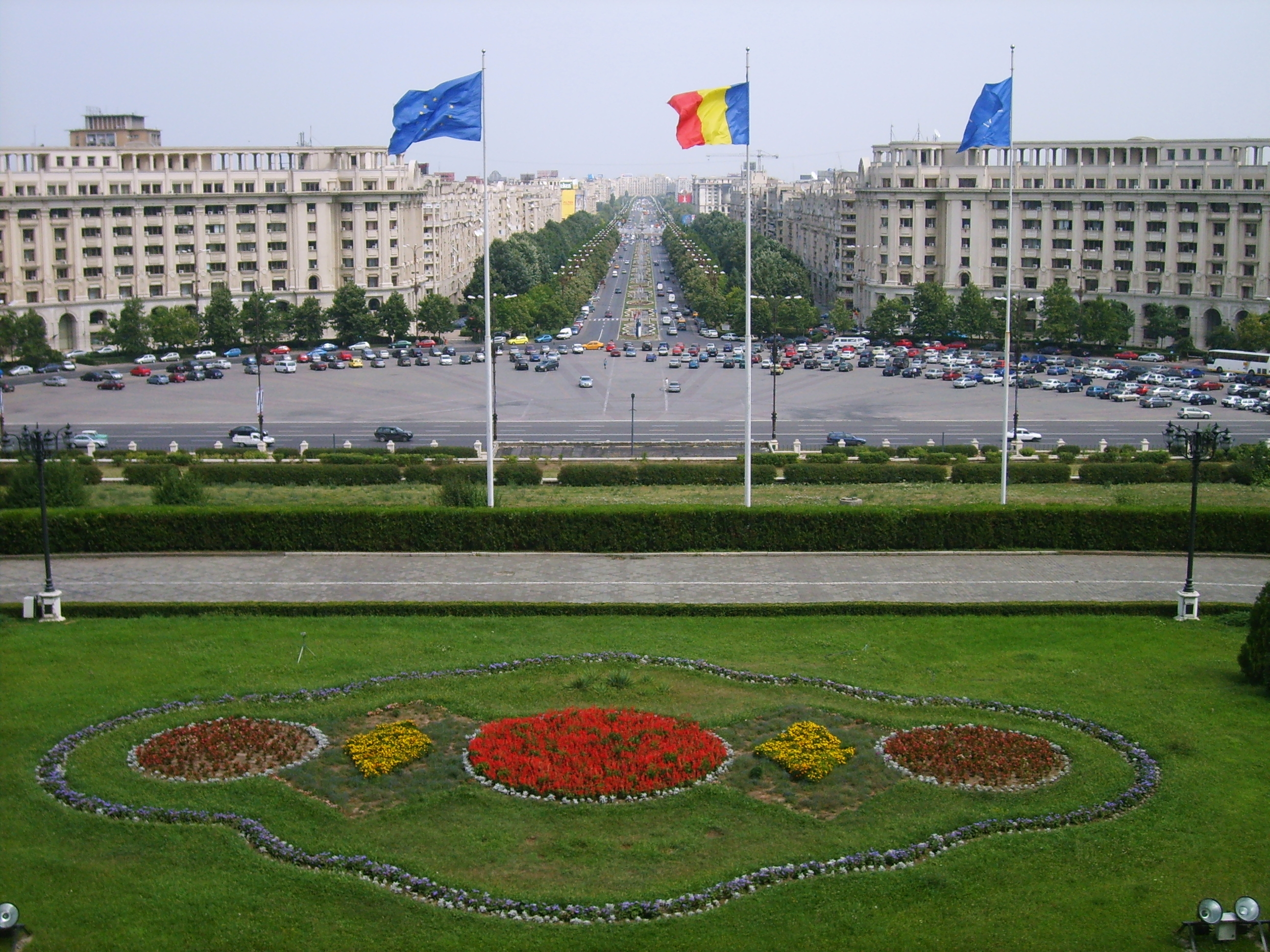
حديقة البرلمان الروماني

## وصلات خارجية
- الموقع الرسمي لبلدية بوخارست (بالرومانية والأنجليزية)
- خارطة مدينة بوخارس
- بوخارست: إدارة الموقع الرسمي نسخة محفوظة 8 أغسطس 2003 على موقع واي باك مشين.
- ولاية بوخارست
- RATB (شركة النقل العام) الموقع الرسمي
- خارطة النقل العام في بوخارست
- OPENCities Monitor participant
- صور بوخارست